# Entosiphon
Entosiphon é um gênero de euglenozoários encontrado em água doce e em água salgada.  Possuem por volta de 20 micrômetros de comprimento. 
Uma espécie do gênero, Entosiphon sulcatum, já foi encontrada vivendo na água de bromélias no estado do Paraná, no Brasil.

## Taxonomia
O gênero foi descrito em 1878 por Samuel Friedrich Stein. 